# Dynatosoma ussuriense
Dynatosoma ussuriense är en tvåvingeart som beskrevs av Zaitzev 1986. Dynatosoma ussuriense ingår i släktet Dynatosoma och familjen svampmyggor. Inga underarter finns listade i Catalogue of Life.